# Escudo de Sint Eustatius

Escudo de armas de Sint Eustatius

El escudo de armas de Sint Eustatius consiste de un escudo y el lema. Las armas consisten de 3 partes, representando el pasado, el presente y el futuro: la Roca Dorada (un apodo del próspero e histórico Sint Eustatius), Fuerte Orange (Neerlandés: Fort Oranje) y el pez ángel. El lema nacional Superba et Confidens está escrito en la parte inferior del escudo, cuya traducción en español significa “Orgulloso y confiado”. Los elementos del mencionado escudo están surmontados por una corona mural genérica con cuentas azules, símbolo de riqueza.
El escudo fue diseñado por Walter Hellebrand y presentado al Consejo Superior de la Nobleza para su evaluación.
El presente escudo fue presentado en el 2004 como el escudo de armas del área insular de Sint Eustatius, cuando todavía formaba parte de las Antillas Neerlandesas, disueltas como entidad administrativa el 10 de octubre de 2010.